# Escola de Especialistas de Aeronáutica
Escola de Especialistas de Aeronáutica (EEAR) é o maior complexo de ensino técnico militar da América do Sul sendo uma organização do Comando da Aeronáutica, diretamente subordinada ao Diretor de Ensino da Aeronáutica (DIRENS), que tem por finalidade a formação e o aperfeiçoamento de graduados da Aeronáutica.

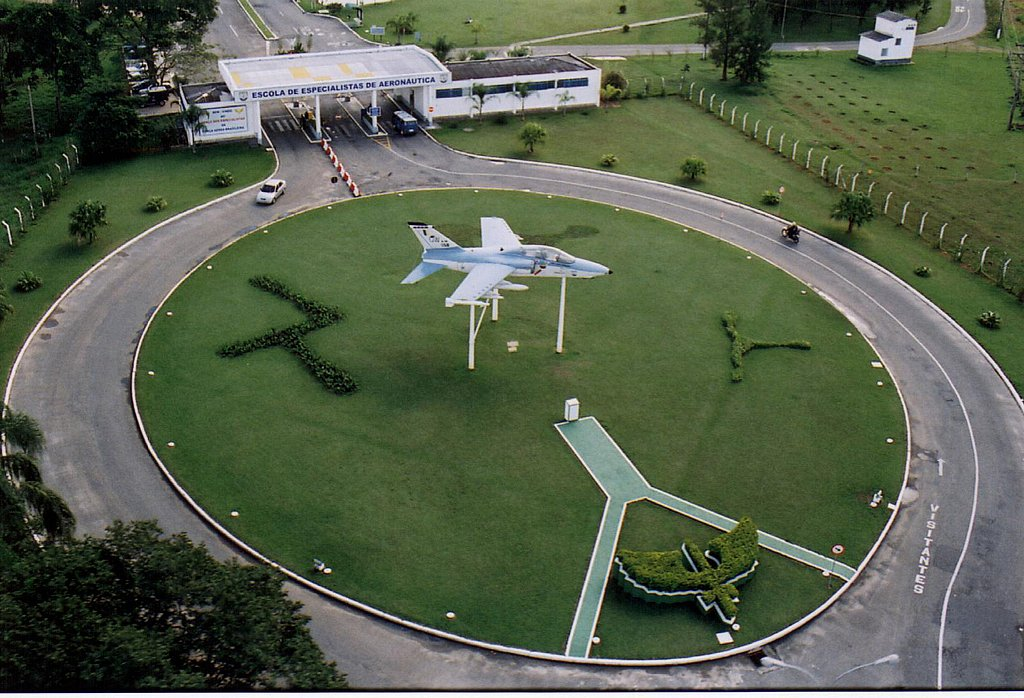
Portal.

Está localizada no município de Guaratinguetá, entre as escarpas da Serra da Mantiqueira e das bordas da Serra da Quebra-Cangalha e Serra do Mar.
Histórico
Com a criação do Ministério da Aeronáutica, em 20 de janeiro de 1941, todos os estabelecimentos, instalações, órgãos e serviços referentes à atividade de Aviação no Brasil, até então subordinados aos Ministérios da Guerra, da Marinha e da Viação e Obras Públicas, passaram a pertencer ao novo Ministério, com a transferência imediata do pessoal e material.
A organização e a expansão do novo Ministério e da Força Aérea Brasileira mostrou ser necessário intensificar o preparo do pessoal e, consequentemente, reorganizar os estabelecimentos de ensino herdados das Aviações da Marinha e do Exército, cuja duplicidade cabia ser eliminada.
Neste sentido, em 04 de março de 1941, foram baixadas instruções sobre a formação dos sargentos especialistas para a Aeronáutica, a qual seria feita, inicialmente, em uma única escola, que deveria funcionar na ex-Escola de Aviação Naval, na cidade do Rio de Janeiro.
Assim, a Escola de Aviação Naval e a Escola de Aviação Militar foram extintas e criada, em 25 de março de 1941, a Escola de Especialistas de Aeronáutica, sediada na Ponta do Galeão, Ilha do Governador - RJ.
Em decorrência das dificuldades surgidas com a II Guerra Mundial, agravadas pela entrada do Brasil no conflito, e com o crescimento da Força Aérea, verificou-se a necessidade de incrementar a formação de técnicos, em número suficiente para antender à demanda crescente.
A Escola de Especialistas de Aeronáutica, situada na Ilha do Governador - RJ, não tinha condições de, em curto espaço de tempo, estruturar-se para formar a quantidade de pessoal necessária para manter a infra-estrutura e operar a Força, tanto internamente como fora do Território Nacional.
Como solução imediata, muitos militares e civis foram enviados aos Estados Unidos para que, através de cursos, pudessem satisfazer às necessidades mais prementes das FAB.
Esta solução, contudo, começou a sofrer restrições por ser muito onerosa. Após novos estudos, decidiu-se por contratar a "Organização John Paul Ridle Aviation Tecnical School", a qual instalou no Brasil, na cidade de São Paulo, uma Escola Técnica de Aviação - ETAv, com todo o acervo, incluindo técnicos, professores e administradores. A ETAv passou a complementar a formação de especialistas, suprindo as carências então verificadas.
Com o término das hostilidades, embora a necessidade de técnicos para manter as diversas unidades criadas ainda fosse grande, houve certa estabilização na formação de pessoal. Verificou-se, então, que já não era necessário existirem duas escolas com a mesma finalidade e que, consequentemente, estava havendo dispersão de meios.
Como solução, houve a fusão das duas Escolas, nascendo em 1950, com sede em Guaratinguetá - SP, a atual Escola de Especialistas de Aeronáutica – EEAR, instalada em terras da antiga Escola Prática de Agricultura e Pecuária, doadas ao Ministério da Aeronáutica em 05 de maio de 1950.
A mudança para essa nova sede foi feita durante os anos de 1950 e 1951, progressivamente, à medida que os prédios foram sendo construídos ou adaptados para suas novas finalidades.
Ressalte-se que, em virtude de obras à época, na atual Escola Preparatória de Cadetes do Ar – EPCAR (Barbacena – MG), o 1º ano da 2ª Turma daquela Escola iniciou sua instrução em Guaratinguetá, no Destacamento da Escola de Especialistas, até poder instalar-se adequadamente em Barbacena.
Grandes foram as dificuldades apresentadas nessa fase de mudança da Escola de Especialistas para a nova sede. Entretanto, as dificuldades foram superadas e a instalação definitiva em Guaratinguetá, em obediência aos planos elaboradas pelas autoridades da FAB, foi realizada sem esmorecimento de qualquer espécie, sendo todo o processo realizado sem interrupção da vida escolar.
Até hoje, preserva-se, historicamente, parte das instalações da antiga Escola Prática de Agricultura e Pecuária, identificada por um painel de azulejos, aposto na parte frontal e superior do Pavilhão Prefeito André Broca Filho (homenagem ao incansável e obstinado político que envidou esforços no sentido de trazer a Aeronáutica para a cidade de Guaratinguetá), sede atual da Divisão de Ensino da EEAR, em frente ao Prédio do Comando.

A EEAR ocupa, atualmente, um espaço de aproximadamente 10 milhões de metros quadrados, com uma área construída superior a 119 mil metros quadrados, contendo 93 prédios administrativos e 416 residências, distribuídos em três vilas militares: Vila dos Oficiais, Vila dos Suboficiais e Sargentos e Vila de Cabos e Taifeiros. É carinhosamente conhecida como "Berço dos Especialistas."